# NGC 322
NGC 322 (również PGC 3412) – galaktyka soczewkowata (S0), znajdująca się w gwiazdozbiorze Feniksa. Odkrył ją John Herschel 5 września 1834 roku. Tuż obok niej na niebie widoczna jest dużo mniejsza galaktyka PGC 95427, prawdopodobnie oddziałują one ze sobą grawitacyjnie.